# Cheil Worldwide
Cheil Worldwide Inc. (KRX: 030000) es una empresa de marketing del grupo Samsung que ofrece publicidad, relaciones públicas, marketing de compradores, marketing deportivo, marketing digital, etc. Se estableció en 1973 con sede en Seúl, Corea del Sur.
Es la agencia de publicidad más grande del país y la decimoséptima del mundo, por ingresos de 2016. Sus principales clientes incluyen Samsung, Absolut, Adidas, Coca-Cola, GE, General Motors, Lego, Microsoft, Nestle, y Shell. Tiene 53 oficinas repartidas en los cinco continentes.